# Margot Kidder
Margot Kidder   (Yellowknife, 17 d'octubre de 1948 - Livingston, 13 de maig de 2018) fou una actriu i productora canadenca, especialment coneguda per haver encarnat Lois Lane en la saga Superman (1978-1987) amb Christopher Reeve.

## Biografia
Margot Kidder venia d'una família de classe obrera i va passar la seva infantesa « en camping-cars i motels.» Va debutar el 1968 al Canadà en algunes sèries de televisió abans de fer el seu començament al cinema en Gaily, Gaily de Norman Jewison.
Va compartir al començament dels anys 1970 un pis a Los Angeles amb una altra jove actriu, Jennifer Salt, a Nicholas Beach, a la Pacific Coast Hightway. La seva llar esdevingué ràpidament un lloc de trobada pels actors i els directors del Nou Hollywood: Brian De Palma, que va conèixer Jennifer Salt durant els seus estudis, hi fou acollit quan vs'instal·là a Los Angeles després del fracàs de la seva pel·lícula Get to Know Your Rabbit. Esdevé el company de Margot. Els realitzadors Martin Scorsese, Steven Spielberg, John Milius, Walter Hill, els actors Richard Dreyfuss, Bruce Dern o el guionista Jacob Brackman anàven sovint a casa seva o a la platja amb les dues joves. El conjunt del grup conversava abundantment i desitjava « fer pel·lícules amb missatge », Margot Kidder estava « orgullosa de no ser una starlette. » Al començament dels anys 2000 l'ambició a va fer « arribar a l'èxit de manera íntegra »: no desitjava mostrar-se amb un agent, no volia treballar per motius únicament financers sinó posar-se al servei d'ambicions artístiques. L'atmosfera és la de l'alliberament dels anys 1970: les dues joves, acompanyades de la seva amiga Janet Margolin es banyaven en topless a la platja,  havienn consumit drogues. Peter Biskind descriu Margot Kidder com « una noia molt maca en fase amb el vent de llibertat que bufava a l'època »: provà diverses drogues, compresa la cocaïna, i demostrà una autèntica llibertat sexual.
Mentre Margot Kidder i Jennifer Salt patien per no trobar grans papers i sentien la seva carrera en fallida, Brian De Palma els va fer un regal de Nadal, el guió de Sisters on ella van tenir un els papers principals. És el seu doble paper en aquesta pel·lícula que li aporta notorietat. El 1975, roda La Kermesse de les àguiles de George Roy Hill a continuació 92 in the Shade.  Es casarà amb el director Thomas McGuane l'any següent (el matrimoni només durarà  un any).
El 1978, interpretà Lois Lane, periodista del Daily Planet enamorada de Superman en la pel·lícula homònima de Richard Donner, paper que reprendrà tres vegades en Superman 2 (1980), Superman 3 (1983) i Superman 4 (1987). Es casà l'any 1979 amb l'actor John Heard per divorciar-se un any més tard. És a la mateixa època la protagonista  d' Amityville : La Casa del diable (1979) i de Willie i Phil (1980) de Paul Mazursky.
Els anys 1980, on els productors prenen el poder sobre els directors en la indústria del cinema americà, fou difícil viure per Margot Kidder, que va quedar com diversos dels seus amics en la ment dels anys 1970: « en el nostre cap n'érem encara als seventies, és com dir completament extraviats en un mitjà dominat per  impecables joves agents. »
El 1984, rodà per la televisió la sèrie Louisiane, realitzada per Philippe de Broca amb qui s'havia casat l'any precedent. El matrimoni no duraria més d'un any. El 1990, un greu accident de cotxe l'allunyà dels platós de cinema durant dos anys. Patint trastorn bipolar, és trobada per la policia l'any 1996 entre els sense sostre i enviada a una clínica psiquiàtrica. Però el 2007, declarà que no havia tingut episodis depressius des de feia onze anys gràcies a la medicina natural.
Va aparèixer l'any 2005 en alguns episodis de la quarta temporada de Smallville, sèrie de televisió que relatava la joventut de Superman: hi interpretà l'ajudant de Dr. Swan, interpretat per Christopher Reeve.

## Filmografia

### Cinema
- 1968: The Best Damn Fiddler from Calabogie to Kaladar: Rosie
- 1969: Chicago, Chicago: Adeline
- 1970: Quackser Fortuna Has a Cousin in the Bronx: Zazel
- 1973: Sisters: Danielle Breton / Dominique Blanchion
- 1974: A Quiet Day in Belfast: Brigit Slattery / Thelma Slattery
- 1974: The Gravy Train: Margue
- 1974: Black Christmas: Barbie Coard
- 1975: The Great Waldo Pepper: Maude
- 1975: The Reincarnation of Peter Proud : Marcia Curtis
- 1975: 92 in the Shade: Miranda
- 1978: Superman: Lois Lane
- 1979: Terror a Amityville (The Amityville Horror): Kathy Lutz
- 1980: Willie & Phil: Jeannette Sutherland
- 1980: Superman II: Lois Lane
- 1981: Heartaches: Rita Harris
- 1982: Some Kind of Hero: Toni Donovan
- 1982: Miss Right: Juliette
- 1983: Trenchcoat: Mickey Raymond
- 1983: Superman 3: Lois Lane
- 1985: Little Treasure: Margo
- 1986: Keeping Track: Mickey Tremaine
- 1987: Superman 4: Lois Lane
- 1990: Mob Story: Dolores
- 1990: White Room: Madelaine X
- 1991: Delirant (Delirious): la dona en la sala de banys (no surt als crèdits)
- 1993: La Florida: Vivy Lamori
- 1994: Maverick: Margret Mary (no surt als crèdits)
- 1994: Windrunner: Sally « Mom » Cima
- 1994: Beanstalk: Dr. Kate « Doc » Winston
- 1994: The Pornographer: Irene
- 1996: Henry & Verlin: Mabel
- 1996: Never Met Picasso: Genna Magnus
- 1997: Silent Cradle: Cindy Wilson
- 1997: Shadow Zone: My Teacher Ate My Homework: Sol
- 1997: The Planet of Junior Brown: Miss Peebs
- 1998: The Clown at Midnight: Ellen Gibby
- 1999: Nightmare Man: Lillian Hannibal
- 1999: The Hi-Line: Laura Johnson
- 1999: The Annihilation of Fish: la Sra. Muldroone
- 2000: Tribulation: Eileen Canboro
- 2002: Angel Blade: Frida
- 2002: Crim and Punishment: la Sra. Katerina Marmelodov
- 2004: Chicks with Estics: Edith Taymore
- 2005: Un atracament de cinc estrelles (Cool Money): Peggy Comfort
- 2005: L'últim senyal: Endora
- 2008: The Box Collector: Beth
- 2008: Universal Signs: Rosa Callahan
- 2008: On the Other Hand, Death: Dorothy Fisher
- 2009: A Single Woman: la contesa
- 2009: Halloween 2: Barbara Collier
- 2011: Servitude: la Sra. Crank
- 2015: The Dependables: Jean Dempsey